# Proti (Macedonia Centrale)
Proti (in greco Πρώτη?) è un ex comune della Grecia nella periferia della Macedonia Centrale (unità periferica di Serres) con 2.999 abitanti secondo i dati del censimento 2001.
È stato soppresso a seguito della riforma amministrativa, detta Programma Callicrate, in vigore dal gennaio 2011 ed è ora compreso nel comune di Anfipoli.